# Idexx Laboratories
Idexx Laboratories est une entreprise américaine spécialisée dans les produits et services de diagnostic vétérinaires.
C'est un des leaders mondiaux de la conception, du développement et de la commercialisation d'instruments de tests diagnostiques destinés au contrôle de la santé animale et à l'analyse des produits laitiers et de l'eau.[réf. nécessaire]

## Activités
- Diagnostics vétérinaires pour animaux de compagnie.[réf. nécessaire]

- Diagnostics vétérinaires pour animaux de rente et volailles. Détection des maladies infectieuses chez les ruminants, les porcs, les volailles et les chevaux. Test des produits laitiers.

- Analyse de la qualité de l'eau.

## Principaux actionnaires
Au 8 février 2020:
| Putnam                         | 11,9% |
| The Vanguard Group             | 10,9% |
| Fundsmith                      | 5,31% |
| Bamco.                         | 4,55% |
| SSgA Funds Management          | 4,25% |
| Capital Research & Management  | 3,94% |
| T. Rowe Price Associates       | 3,77% |
| Friess Associates              | 3,18% |
| BlackRock Fund Advisors        | 2,50% |
| Rice, Hall, James & Associates | 2,46% |